# Лавинье
Лавинье́ (фр. Lavigney) — коммуна во Франции, находится в регионе Франш-Конте. Департамент — Верхняя Сона. Входит в состав кантона Витре-сюр-Манс. Округ коммуны — Везуль.
Код INSEE коммуны — 70298.

## География
Коммуна расположена приблизительно в 290 км к юго-востоку от Парижа, в 55 км севернее Безансона, в 28 км к западу от Везуля.
По территории коммуны протекает небольшая река Сорлиер.

## Население
Население коммуны на 2010 год составляло 122 человека.
| 1962 | 1968 | 1975 | 1982 | 1990 | 1999 | 2010 |
| ---- | ---- | ---- | ---- | ---- | ---- | ---- |
| 193  | 173  | 144  | 134  | 114  | 115  | 122  |

## Администрация
| Период | Период | Фамилия      | Партия | Примечания |
| ------ | ------ | ------------ | ------ | ---------- |
| 2001   | 2008   | Клод Полен   |        |            |
| 2008   | 2014   | Брижит Делье |        |            |

## Экономика
В 2010 году среди 62 человек трудоспособного возраста (15—64 лет) 48 были экономически активными, 14 — неактивными (показатель активности — 77,4 %, в 1999 году было 64,9 %). Из 48 активных жителей работали 45 человек (27 мужчин и 18 женщин), безработными было 3 (1 мужчина и 2 женщины). Среди 14 неактивных 5 человек были учениками или студентами, 6 — пенсионерами, 3 были неактивными по другим причинам.